# 워터웨이플러스
주식회사 워터웨이플러스(Waterway+)는 대한민국의 공기업이다. 이 회사는 한국수자원공사에 속해 있으며, 경인아라뱃길과 관련된 사업을 한다.

## 주요 사업
- 아라뱃길 친수경관 유지·관리
- 마리나 운영
- 친수관광·레저인프라 운영
- 강 문화관 운영·관리

## 연혁
- 2011년 4월  설립 및 경인아라뱃길 업무 개시
- 2014년 2월 국토부 산하 기타공공기관 지정
- 2018년 6월 환경부산하 기타공공기관으로 이관

## 조직

### 사장
- 감사
- 경영전략부
  - 운영지원팀
  - 기획재무팀

#### 친수사업본부
- 마리나사업부
  - 마리나운영팀
  - 마리나교육팀
- 시설안전관리단
- 마리나사업부

#### 강문화사업본부
- 문화사업부
  - 한강문화관
  - 금강문화관
  - 영산강문화관
  - 디아크문화관
  - 낙동강문화관